# Ramonus conifrons
Ramonus conifrons – gatunek kosarza z podrzędu Laniatores i nadrodzina Gonyleptoidea. Jedyny znany przedstawiciel monotypowego rodzaju Ramonus

## Występowanie
Gatunek wykazany z Peru.